# Titicaca-tó
A Titicaca-tó (spanyolul: Lago Titicaca) víztérfogatát és területét tekintve Dél-Amerika legnagyobb tava és a világ legmagasabban fekvő hajózható tava, Bolívia és Peru határán.

A tó térképe

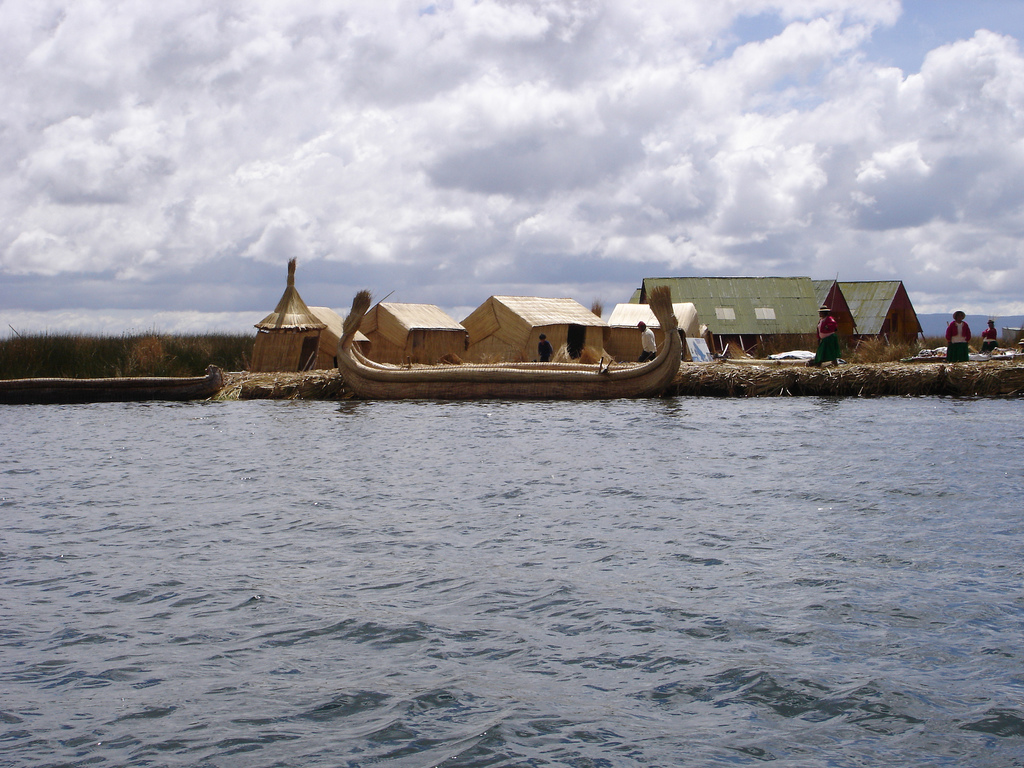
Nádsziget a Titicaca-tavon

A tó a világörökség javaslati listáján szerepel. Peru 2005-ben, Bolívia pedig 2003-ban jelölte.

## Leírása
A tó az Andokban és az Altiplanón található, Peru és Bolívia határán. A nyugati rész Peru Puno nevű megyéjéhez tartozik, a keleti pedig Bolívia La Paz megyéjéhez.
8300 km2-es területével a Titicaca-tó Dél-Amerika legnagyobb sósvizű tava. (A részben sós Maracaibo-tó Venezuelában nagyobb (kb. 13 000 km2), de sokan ezt a tengerekhez sorolják, mivel összeköttetésben áll az óceánnal.) A tó átlagos mélysége 107 m, a legnagyobb mélysége 281 m. A Balatonnál tizenháromszor nagyobb, és közel 4 ezer méter magasan fekszik. A tó évi középhőmérséklete 10 °C körüli.
Több mint 25 folyó ömlik a tóba, és 41 sziget teszi változatosabbá, amelyek némelyike sűrűn lakott.
Mivel a tó délkeleti részét a Tiquina-szoros elválasztja a tó nagyobbik felétől, ezért a bolíviaiak is, a peruiak is eltérően nevezik a tó ezen két részét. Bolíviában a kisebb rész neve Lago Huinaymarca, a nagyobbé Lago Chucuito. Peruban ugyanezek a részek a Lago Pequeño, illetve Lago Grande névre hallgatnak.
2012-ben a tavat az év veszélyeztetett tavának választották amiatt, mert körülötte a folyamatos népességnövekedés a partvidék és a környező földek túlhasználatához vezet. A háztartási szennyvíz mellett az élelmiszeripar és a faipar elhasznált vize is a tóba ömlik. A szennyeződés miatt békalencse borítja a perui oldal öblének nagy részét. Ez alá nem jut be a fény, a tó eliszaposodik és a tavi élőlények nem jutnak elegendő oxigénhez. A probléma megoldására két szennyvíztisztítót terveznek építeni.

## Szigetei

### Perui oldal
- Amantaní-sziget
- Esteves-sziget
- Soto-sziget
- Taquile-sziget[5]

### Bolíviai oldal
- Campanario-sziget
- Chelleca-sziget
- Jochihuata-sziget
- Isla de la Luna
- Isla del Sol
- Suriqui-sziget